# Шинда (община)
Община Шинда (на шведски: Kinda kommun) е разположена в лен Йостерйотланд, югоизточна Швеция с обща площ 1309 km2 и население 9802 души (към 31 декември 2013). Административен център на община Шинда е град Шиса.